# Stanford Encyclopedia of Philosophy
La Stanford Encyclopedia of Philosophy (SEP) è un'enciclopedia specialistica di filosofia, on-line e gratuita, curata dalla Università di Stanford.
La SEP è stata creata nel 1995 da Edward N. Zalta, con lo scopo esplicito di creare un'enciclopedia dinamica, i cui contenuti siano aggiornati con regolarità.

## Modello editoriale
Ogni voce è curata e redatta da esperti nel campo, tra cui professori di oltre 65 istituti in tutto il mondo. Per mantenere la qualità dei propri contenuti, l'opera usa l'approccio tipico della maggior parte delle enciclopedie e delle riviste scientifiche:
- ciascuna voce è opera di autori esperti, specialisti dell'argomento della voce, selezionati da un singolo curatore, o da un comitato di redazione formato da persone competenti nel campo (non necessariamente specialisti);
- i contenuti delle voci sono sottoposti a revisione paritaria (peer review)[2].

Gli autori intervengono direttamente sulle voci, per correggerle o aggiornarle, accedendo al server mediante le proprie credenziali.
I contenuti dell'enciclopedia possono cambiare in maniera dinamica, dal momento che le voci, nel tempo, sono soggette ad aggiornamento e revisione: tuttavia, quando una versione della voce è sostituita da una più recente, l'enciclopedia mantiene sempre disponibili, in cronologia, tutte le versioni precedenti; in questo modo, le citazioni presenti in altre pubblicazioni (cartacee e on line) possono far riferimento ai contenuti e ai testi della versione stabile effettivamente utilizzata, avendo la sicurezza che il testo che si intende citare sia sempre accessibile e verificabile on line.
I contributori di norma hanno un Dottorato di Ricerca in filosofia e sono autori di opere pertinenti con la loro proposta, edite da riviste o case editrici autorevoli, e sottoposte a regolare processo preventivo di revisione paritaria.

Sono previste possibili eccezioni per articoli della cosiddetta letteratura grigia (dissertazioni non pubblicate, newsletter, atti di convegni), ovvero per la cui area tematica non esiste un esperto di riferimento fra i collaboratori dell'enciclopedia.
I lettori possono inoltrare commenti, proposte e suggerimenti direttamente agli autori.

### Stile di citazioni di contenuti dellaSEP
Ai fini della citazioni dei suoi contenuti, la SEP rende disponibile la pagina chiamata Author & Citation Information for... (seguita dal nome della voce in questione), selezionabile per ogni singola voce (o per ogni sua versione passata): tramite questa pagina è possibile accedere all'elenco delle diverse versioni disponibili, in ordine cronologico inverso, con l'indicazione dell'impatto avuto dalle modifiche introdotte (ad esempio, se si tratta di revisioni minori o, invece, di modifiche sostanziali). Vista la dinamicità delle voci, la SEP consiglia di servirsi sempre di citazioni stabili alla versione consultata, e non alla porzione dinamica dell'enciclopedia. Nella pagina Author & Citation Information for... è possibile anche ottenere il formato consigliato per la corretta citazione di ciascuna versione, compreso il relativo URL: è possibile, inoltre, ottenere il codice della citazione in formato BibTEX.

## Finanziamento
Nei primi anni, lo sviluppo dell'enciclopedia fu finanziato con la raccolta pubblica di fondi, gestita dalle agenzie federali National Endowment for the Humanities e National Science Foundation.
Varie istituzioni accademiche e consorzi di biblioteche hanno realizzato un piano per la raccolta di fondi nel lungo termine, finalizzato a preservare l'accesso libero ai contenuti dell'enciclopedia. A esse si aggiunge il contributo della Scholarly Publishing and Academic Resources Coalition, l'International Coalition of Library Consortia e la Southeastern Library Network.